# Gare de Saverne
La gare de Saverne est une gare ferroviaire française de la ligne de Noisy-le-Sec à Strasbourg-Ville (dite aussi ligne de Paris à Strasbourg), située sur le territoire de la commune de Saverne, dans la collectivité européenne d'Alsace, en région Grand Est.
Elle est mise en service en 1851, par la Compagnie du chemin de fer de Strasbourg à Bâle, qui assure alors l'exploitation de la section de Strasbourg à Sarrebourg à la demande de la Compagnie du chemin de fer de Paris à Strasbourg.
C'est une gare de la Société nationale des chemins de fer français (SNCF), du réseau TER Grand Est, desservie par des TGV et des trains express régionaux.

## Situation ferroviaire
Établie à 187 mètres d'altitude, la gare de Saverne est située au point kilométrique (PK) 458,011 de la ligne de Noisy-le-Sec à Strasbourg-Ville, entre les gares fermées de Stambach et de Zornhoff-Monswiller. Les gares ouvertes au service des voyageurs situées de part et d'autre sont Lutzelbourg et Steinbourg.
Ancienne gare de bifurcation, elle était l'aboutissement, au PK 64,840 de la ligne de Sélestat à Saverne, déclassée et déposée entre les gares de Molsheim et de Saverne.
À quatre kilomètres en direction de Strasbourg, la gare de Steinbourg constituait l'origine d'une transversale reliant Saverne à Rastatt.

## Histoire
La « station de Saverne » est mise en service le 29 mai 1851 par la Compagnie du chemin de fer de Paris à Strasbourg, lorsqu'elle ouvre officiellement, avec son personnel et son matériel, l'exploitation de la section de Strasbourg à Sarrebourg de la future ligne de Paris à Strasbourg. L'inauguration de cette section a eu lieu le 18 mai ; cependant, la Compagnie du chemin de fer de Paris à Strasbourg, qui manque de cheminots formés, confie l'exploitation à la Compagnie du chemin de fer de Strasbourg à Bâle, qui a de l'expérience. Le 21 janvier 1854, la Compagnie des chemins de fer de l'Est succède à la Compagnie du chemin de fer de Paris à Strasbourg.
En 1871, la gare entre dans le réseau de la Direction générale impériale des chemins de fer d'Alsace-Lorraine (EL), à la suite de la défaite française lors de la guerre franco-allemande de 1870 (et le traité de Francfort qui s'ensuivit). Elle est renommée « Zabern ». Le bâtiment voyageurs d'origine est agrandi à plusieurs reprises durant la période allemande. En 1877, la ligne vers Molsheim est ouverte.
Le 19 juin 1919, la gare entre dans le réseau de l'Administration des chemins de fer d'Alsace et de Lorraine (AL), à la suite de la victoire française lors de la Première Guerre mondiale. Puis, le 1er janvier 1938, cette administration d'État forme, avec les autres grandes compagnies, la SNCF, qui devient concessionnaire des installations ferroviaires de Saverne. Cependant, après l'annexion allemande de l'Alsace-Lorraine, c'est la Deutsche Reichsbahn qui gère la gare pendant la Seconde Guerre mondiale, du 1er juillet 1940 jusqu'à la Libération (en 1944 – 1945).
Saverne comportait également un dépôt de locomotives. Dans les années 1950, les effectifs de ce dépôt étaient de 15 machines dont des 141 TB et des 050 B. La rotonde du dépôt est démolie entre 1958 et 1963 et remplacée par une simple remise à une seule voie qui subsiste encore de nos jours.
En mars 1969, le service voyageurs ferroviaire est fermé en direction de Molsheim.
La gare de Saverne est desservie par le TGV, depuis le 28 août 2006 (circulations alors réalisées uniquement sur la ligne classique Paris – Strasbourg). La première phase de la LGV Est européenne est mise en service le 10 juin 2007, ramenant le meilleur temps de parcours vers Paris à un peu moins de 2 h, celui-ci étant effectué par des liaisons sans arrêt intermédiaire. Cependant, l'arrivée du TGV entraine la suppression des trains Corail qui circulaient sur la ligne classique. Avec la mise en service de la deuxième phase de ladite LGV le 3 juillet 2016, seule la desserte via Nancy est conservée, avec un temps de parcours de l'ordre de 2 h 30 pour rallier la capitale. En décembre 2024, le TGV à destination de Paris a son horaire d'arrivée décalé (avec un itinéraire via Metz, le trajet durant ainsi près de 3 h), empêchant l'arrivée dans la capitale avant 9 heures ; à la suite de la mobilisation des élus locaux (craignant la baisse de la fréquentation et conséquemment la suppression de cette desserte) et des usagers, puis de l'intervention des ministres Patrick Hetzel et François Durovray, la SNCF restaurera l'horaire initial dès mars 2025.
Un pôle d'échanges, comportant un parking souterrain et une gare routière, est inauguré le 25 novembre 2007. Cette nouvelle infrastructure prend place sur l'emprise de l'ancienne halle à marchandises.
L'EuroCity Iris, qui reliait Bâle à Bruxelles via Colmar, Strasbourg, Saverne, Metz et Luxembourg, est supprimé le 3 avril 2016 (dernier jour de circulation le 2 avril), en prévision de la mise en service du second tronçon de la LGV Est. Les TER 200 reliant Nancy ou Luxembourg à Bâle sont supprimés à cette même date. À partir du 3 juillet de la même année, l'Intercités 100 % Éco, reliant Paris-Est à Strasbourg via la ligne classique, dessert également Saverne. Ce train est toutefois supprimé en mai 2019 (dernier jour de circulation le 19).
Depuis le 9 décembre 2018, un aller-retour TER quotidien vers Paris est créé en semaine. Ce train express régional est assuré par du matériel Corail et emprunte la ligne classique.

## Fréquentation
Selon les estimations de la SNCF, la fréquentation annuelle de la gare s'élève aux nombres indiqués dans le tableau ci-dessous.
| Année                      | 2015      | 2016      | 2017      | 2018      | 2019      | 2020      | 2021      | 2022      | 2023      | 2024      |
| -------------------------- | --------- | --------- | --------- | --------- | --------- | --------- | --------- | --------- | --------- | --------- |
| Voyageurs                  | 1 210 024 | 1 186 072 | 1 204 812 | 1 203 924 | 1 266 086 | 944 195   | 1 114 575 | 1 312 771 | 1 440 295 | 1 499 240 |
| Voyageurs et non voyageurs | 1 512 530 | 1 482 591 | 1 506 016 | 1 504 905 | 1 582 608 | 1 180 243 | 1 393 219 | 1 640 964 | 1 800 369 | 1 874 050 |

## Service des voyageurs

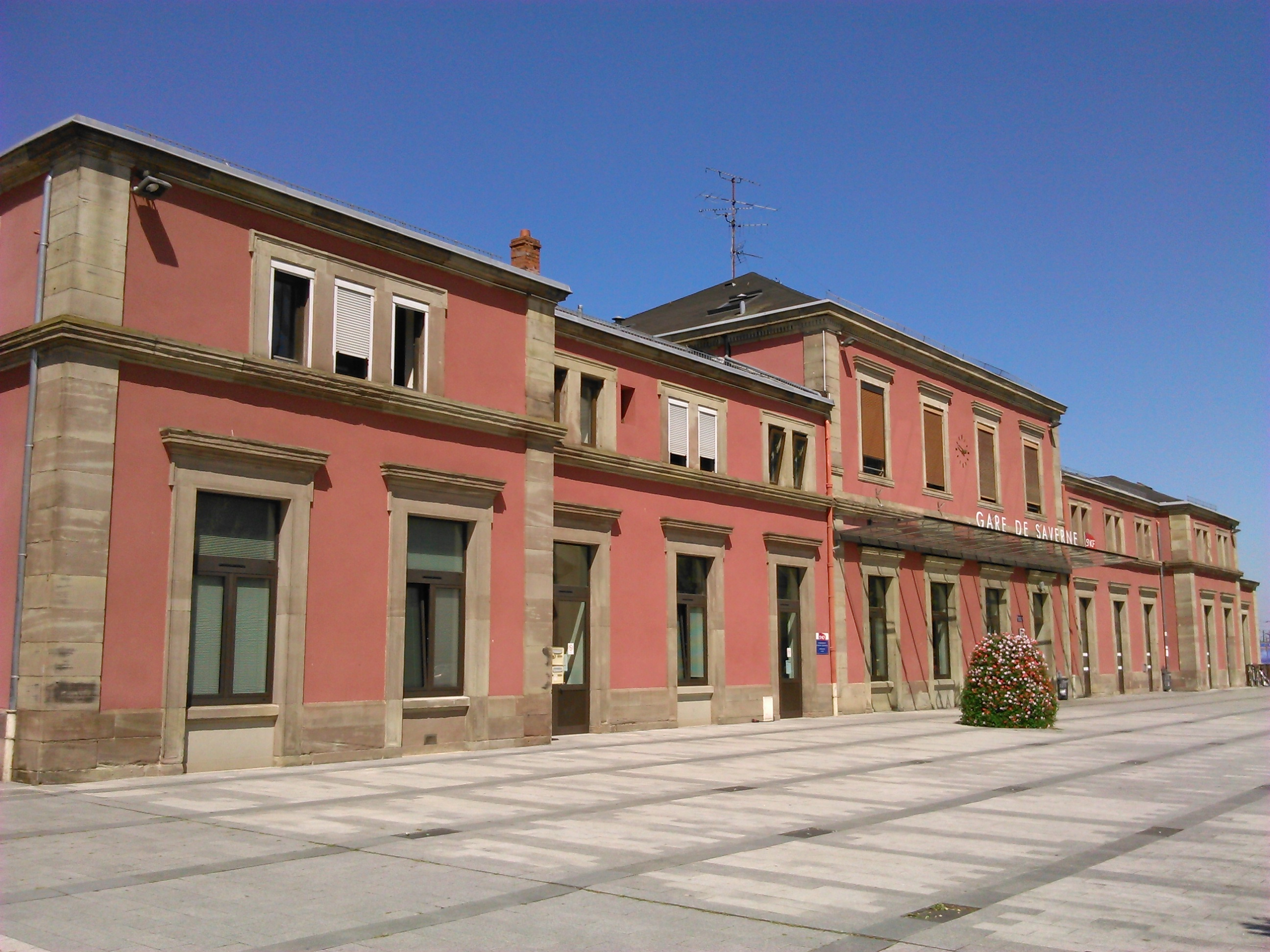
Le bâtiment voyageurs et la place de la Gare.

### Accueil
Gare de la SNCF, elle dispose d'un bâtiment voyageurs, avec guichets, ouvert tous les jours. Elle est équipée d'automates pour l'achat de titres de transport. Des aménagements, équipements et services sont à la disposition des personnes à la mobilité réduite. Un magasin « Hubiz » est présent en gare. Un passage souterrain permet la traversée des voies.

### Desserte
- TGV inOui :
  - Paris-Est – Nancy-Ville – Lunéville – Sarrebourg – Saverne – Strasbourg-Ville,
  - Paris-Est – Metz-Ville – Sarrebourg – Saverne – Strasbourg-Ville ;

- TER Grand Est :
  - Paris-Est – Bar-le-Duc – Nancy-Ville – Lunéville – Sarrebourg  – Saverne – Strasbourg-Ville,
  - Nancy-Ville – Lunéville – Sarrebourg – Saverne – Strasbourg-Ville,
  - Metz-Ville – Morhange – Saverne – Strasbourg-Ville,
  - Sarrebourg – Saverne – Strasbourg-Ville,
  - Sarrebourg / Saverne – Strasbourg-Ville – Sélestat (liaison faisant partie du Réseau express métropolitain européen).

### Intermodalité
La gare routière, située à côté du bâtiment voyageurs, est desservie par des autocars TER Grand Est et ceux du réseau Fluo Grand Est.
Des parcs pour les vélos et des parkings sont aménagés aux abords de la gare.

## Service du fret
La gare de Saverne n’est plus ouverte au service du fret. Par le passé, elle desservait deux installations terminales embranchées (Kuhn et Haemmerlin).

## Au cinéma et à la télévision
L'une des scènes finales de l'épisode Les Mystères de la foi de la série Capitaine Marleau est tournée sur le parvis de la gare ; on y voit la mère Louise (Victoria Abril) se faire raccompagner par la capitaine Marleau (Corinne Masiero), avant qu'elle ne se dirige sur le quai jouxtant le bâtiment voyageurs pour monter dans une rame TGV Euroduplex allant à Strasbourg. D'autres lieux savernois, notamment le cloître des Récollets, ont aussi été utilisés fin 2015 par la production.
En février de la même année, la gare a également accueilli le tournage du court métrage Un éléphant me regarde, réalisé par Frank Beauvais.